# 夜愿
（Nightwish）是一支来自芬兰基泰的交響金屬乐團，成立于1996年。乐團大多数歌曲的词由键盘手托马斯·霍洛帕尼所撰写，前任女主唱塔雅·圖倫尼的声音让夜愿在全球范围内都受到好评。塔雅毕业于芬兰的西貝流士音樂學院，并且还在德国进修过古典演唱技巧。在2005年10月塔雅·圖倫尼離開後，他们找到了安妮特·奥尔森接任，並且也增加讓贝斯手马尔科·希耶塔拉唱的比例。2012年10月，乐队主唱安妮特离队，前万世沉沦主唱弗洛尔·扬森成为乐队的代理主唱。2013年10月，弗洛尔與長期合作的風笛演奏家特洛伊·多诺克利均正式入團，樂團也隨之擴充成為六人編制。2014年鼓手内瓦莱宁因病暫時轉任行政，改由凯·哈赫托代頂空缺，但樂團仍維持現有編制。
夜愿的音乐空灵悲壮，风格被描述成交響金属、力量金属 ，哥特金属和民谣金属，并且还有其他元素存在。托马斯曾经形容他们的音乐为「用女声表现的旋律金属」。

## 乐队历史

### 创立
1994年，在多个乐团作为键盘手演出之后，托马斯在某一天决定去创作自己的音乐。他找来了友人兼同学埃尔诺·“恩普”·沃里宁，以及演唱古典乐的师妹塔雅·圖倫尼（托马斯和塔雅都在同一个老师——普拉门·迪莫夫门下学习音乐）。三个人构成了最早的夜愿。
夜愿的第一次正式演出是在1996年的芬兰。当时是塔雅进行主唱，托马斯负责键盘和男声，恩普负责吉他和贝司。（后来托马斯表示“对于我来说，和塔雅强力而充满穿透性的声音配合，是一件很尴尬和痛苦的事情”，所以从此他再也不担任歌手职务了。）
乐队的名字则是从他们最初的试听碟中演奏的三首歌里选出来的（“Nightwish”、“The Forever Moment”、“Etiäinen”）。

### 塔雅时代
1997年初，在他们的第一张碟发行后不久，鼓手尤卡·内瓦莱宁加入了乐队，乐团使用的民谣吉他也被换成了电吉他。从此夜愿的风格开始走上金属摇滚风。同年，贝司手兼男低音主唱萨米·万斯凯加入乐队。此时初代夜愿基本成型。
2002年，由于萨米开始消极怠工，乐队的士气变得极其低落，险些解散。托马斯在经过仔细权衡后决定将萨米开除，并找来贝司手兼男低音主唱马尔科·希耶塔拉加入乐团。
2005年10月，在赫尔辛基哈特瓦尔体育馆举办的“时代终结”（End of an Era）演唱会结束后，乐队中的其他四人一致同意将主唱塔雅开除。在托马斯起草并由其他三人共同署名的公开信中，托马斯认为开除的原因是由于塔雅的丈夫马塞洛·卡布里的影响，以及塔雅本人对于商业活动的过度追求，导致她对于乐团的态度发生了剧变。
塔雅则同样在个人网站及各种公开渠道用公开信回应。她认为乐团在毫无通知的情况下将她解职，并且发表对她丈夫的人身攻击很不人道，将之放在公众视野中则是“无情而残忍的”。在此之后塔雅开始了独立的发展。马塞洛同样在公开场合发布了回应。
1997至2005年塔雅主唱期间，夜愿发布了《折翼天使（Angels Fall First）》(1997)，《生于海洋（Oceanborn）》(1998)，《祈愿之主（Wishmaster）》(2000)，《世纪之子（Century Child）》(2002)以及《恍若隔世（Once）》(2004)五张专辑。很多爱好者被这种重金属与美声结合的风格所吸引，成为夜愿的忠实听众。

### 安妮特时代
2006年3月，为了寻找塔雅的替代者，乐队开始公开征募新主唱。9月，夜愿开始了对新专辑《黑色受难记》（Dark Passion Play）的录制工作。2007年5月底，乐队公布了新主唱的身份——原艾莉森大道（Alysson Avenue）主唱安妮特·奥尔森。托马斯表示拖延公布的原因是“为了避免大家以先入为主的印象，或者是她过去的作品去提前下定论，所以准备等到安妮特有了夜愿的作品后再公布她的身份”。次日，新曲《夏娃》（Eva）公布。
2007年9月，安妮特作为主唱的《黑色受难记》发布。2009年6月，托马斯表示乐队正在制作下一首专辑。2011年11月30日，新专辑《幻想界》（Imaginaerum）发布。
2012年，夜愿开始了以“幻想界”为名的世界巡演，同行的还有以往经常参与夜愿活动的客座风笛手特洛伊·多诺克利。10月，安妮特在巡演过程中患了重病。不久后乐队发表声明，和其“在双方的共识下和平分手”。乐队表示“在最近的一些事件中，我们发现我们的目标和对乐团的期望发生了巨大的偏差，而这导致我们间出现了无法弥合的裂痕。”安妮特则表示了她的无奈和不满。
2013年1月，安妮特在她的个人主页上宣布了自己怀孕，预产期在5月的消息。很多人猜测这可能是安妮特离开夜愿的直接原因之一。3月28日，她的第三个孩子出生。

### 现在
安妮特离队后，夜愿寻找了一些临时歌手来替代主唱位置的空缺。不久，前万世沉沦（After Forver）及“重构”（ReVamp）乐团主唱弗洛尔·扬森开始作为临时主唱随团演出，并获得了好评。2013年10月，夜愿正式将弗洛尔和特洛伊吸收成为正式成员。2014年8月，鼓手内瓦莱宁由於長期嚴重失眠影響到演出表現，而暫時轉任行政職，另由芬蘭籍的鼓手凯·哈赫托長期代班並投入第八張專輯的錄製工作。
2015年乐队推出了专辑《Endless Forms Most Beautiful》，并进行了一次巡回演出，之后便休息了一年。在此期间乐队主唱弗洛尔·扬森正专注于照顾她的第一个孩子。在2016年的一次采访中，乐队称将推出一张延续风格的专辑，并在2018年到2020年继续演出。2020年4月10日，夜愿新专《Human. :II: Nature.》发布。
2021年1月12日，马尔科·希耶塔拉宣佈離開樂隊，理由是他與慢性抑鬱症的鬥爭以及對整個音樂界的幻想破滅。同時，樂隊發表了另一項聲明，稱將有一位臨時現場成員來填補贝斯位置。

## 音樂

### 影響
鍵盤手托馬斯·霍洛帕尼是樂團中主要的詞曲創作人，他曾表示他最大的靈感是來自於電影配樂 ，較有名的例子有收錄在《世紀之子》的《Beauty of the Beast》、收錄在《恍如隔世》的《Ghost Love Score》以及收錄在《Dark Passion Play》的《The Poet and the Pendulum》。另外，收錄在《Dark Passion Play》的《Bye Bye Beautiful》以及收錄在《恍如隔世》的《Wish I Had an Angel》則帶有工業金屬元素。而收錄在《Dark Passion Play》的《The Islander》與《Last of the Wilds》、收錄在《恍如隔世》的《Creek Mary's Blood》、以及《折翼天使》專輯則有民謠金屬的特色。霍洛帕尼也說電影配樂是他閒暇時所聽的音樂。 他喜歡《凡赫辛》和《赤色風暴》的配樂，以及漢斯·季默的所有作品。
樂團的歌詞受到奇幻小說的影響，特別是龍槍系列小說與J·R·R·托爾金的魔戒。像是《Wishmaster》與《Wanderlust》就受到這些小說的影響。在這些歌裡，你可以看到「卡若理山脈」、「夏拉非」、「克萊恩」、「愛爾貝蕾斯」（瓦爾達別稱）與《灰港岸》。《7 Days to the Wolves》的音樂則是受到史蒂芬·金的黑塔小說系列的啟發。
另一方面，日暮頌歌也是許多樂團的靈感來源。黯黑史詩主唱 Simone Simons 表示日暮頌歌是她歌唱的動機。 亞特蘭之夢的前任主唱 Nicole Bogner 也承認日暮頌歌是他們首張專輯的靈感來源。 萬世沉淪的 Sander Gommans 說日暮頌歌「將會一直給他們創作的靈感」。 力量金屬樂團極光奏鳴曲主唱 Tony Kakko 也曾表達日暮頌歌對他有極大影響。

### 音樂風格
日暮頌歌的音樂結合了力量金屬與交響金屬。 他們音樂被描述為「誇大、交響式、如電影般的，由鍵盤與弦樂創造出哥德氛圍」。 而他們音樂的被認為「加了一點流行感」， 是複雜 以及多層次的。 他們的音樂是史詩般的、 戲劇性的與歌劇式的。 評論家 Chad Bowar 表示他們的音樂「總是非常旋律性，以及易記的合唱與大量的疊句」。
日暮頌歌也被部分評論家歸類於哥特金屬樂團。 貝斯手马尔科·希耶塔拉說樂團的風格是「旋律交響哥德金屬」。 他們在《世紀之子》與《恍如隔世》兩張專輯中，逐漸從「歌劇力量金屬風格」轉變為更「商業化」的哥德曲風。 樂團音樂中最為突出的是塔雅·圖倫尼「極易辨認的歌劇女音」， 一位「有著強力歌聲、充滿魅力的主唱」。 但評論者發現她在《恍如隔世》這張專輯中減少了歌劇唱腔。 在塔雅·圖倫尼離開樂團後，他們失去了在早期專輯中所擁有的「特別的歌劇式女主唱」。
雖然樂團的音樂主要圍繞在塔雅的歌聲上， 但他們也在第一張作品《折翼天使》中找了一些男聲客串演唱。 這張專輯也包含了「民謠音樂與氛圍」，然而在下張專輯《慾海重生》中便不再使用。 2007年的專輯《Dark Passion Play》中的《The Islander》與《Last of the Wilds》則再度踏進民謠金屬的領域中。 而自此時期起，樂團也開始長期與風笛演奏家特洛伊·多诺克利長期合作，
2007年乐队的歌手更换为安妮特后，由于安妮特是流行歌手出身（她不像塔雅一样受过歌剧演唱的训练），夜愿下两张专辑的主要风格从古典歌剧转向了流行与民谣的方向。安妮特刚刚出道时，她对夜愿之前歌曲的重新演绎遭到很多爱好者的攻击（主要原因是她用流行唱法演绎了原来塔雅用歌剧腔唱出的歌曲，而这种变化过于剧烈），并引发了大量对于前后塔雅时代爱好者之间的争执。不过随着安妮特在乐团时间的增加以及为她量身定做的《幻想界》的推出，支持者们逐渐认可了她的演出风格。
安妮特离队后，继任的主唱弗洛尔和塔雅一样拥有歌剧演唱背景，因此她从一开始就获得了大多数爱好者的支持。
在2013年宣佈更換第三任主唱弗洛尔時，也同時公佈多诺克利將正式加入。由此，未來樂團將首次开始以六人編制演出。

## 乐队成员

### 现在乐队成员
- 托马斯·霍洛派宁 - 键盘、钢琴
- 埃尔诺·“恩普”·沃里宁（英语：Emppu Vuorinen） - 吉他
- 特洛伊·多诺克利（英语：Troy Donockley） - 蘇格蘭風笛、愛爾蘭風笛、和聲
- 弗洛尔·扬森（英语：Floor Jansen） - 主唱
- 凯·哈赫托（英语：Kai Hahto） - 鼓
- 尤卡·科斯基寧（英语：Jukka Koskinen） - 低音結他

### 準樂隊成員
- 尤卡·内瓦莱宁（英语：Jukka Nevalainen） - 鼓（因健康因素暫時轉任樂團行政）

### 前乐队成员
- 萨米·万斯凯（英语：Sami Vänskä） - 贝斯
- 塔雅·圖倫尼 (Tarja Turunen) - 主唱
- 安妮特·奥尔森 - 主唱[25]
- 马尔科·希耶塔拉（英语：Marco Hietala） - 贝斯、男聲主唱

## 作品

### 专辑
- Angels Fall First (1997) (《天使初降》)
- Oceanborn (1998) (《海生》)
- Wishmaster (2000) (《愿望大师》)
- Century Child (2002) (《世纪之子》)
- Once (2004) (《曾经》)
- Tales from the Elvenpath (2004) (《精灵之路的故事》)
- Bestwishes (2005) (《最佳祝愿》)
- Highest Hopes (2005) (《至高希望》)
- Dark Passion Play (2007) (《黑暗激情戏》)
- Made in Hong Kong (And in Other Various Places) (2009) (《香港制造（及其他地方）》)
- Imaginaerum (2011) (《幻想界》)
- Endless Forms Most Beautiful (2015) (《无穷最美形态》)
- Decades (2018) (《十年》)
- Human. :II: Nature. (2020) (《人类：第二自然》)

### 单曲
- The Carpenter (1997) (《木匠》)
- Sacrament of Wilderness (1998) (《荒野圣礼》)
- Walking in the Air (1999) (《凌空漫步》)
- Sleeping Sun (Four Ballads of the Eclipse) (1999) (《沉睡太阳（日蚀四颂）》)
- Deep Silent Complete (2000) (《深邃静谧完整》)
- She is my sin (2000) (《她是我的罪孽》)
- Over the Hills and Far Away (2001) (《越过群山向远方》)
- Ever Dream (2002) (《长梦》)
- Bless the Child (2002) (《祝福孩子》)
- Nemo (2004) (《尼莫》)
- Wish I Had an Angel (2004) (《愿我有个天使》)
- Kuolema tekee taiteilijan (2004) (《死亡造就艺术家》)
- The Siren (2005) (《海妖》)
- Sleeping Sun (2005) (《沉睡太阳》)
- Eva (2007) (《爱娃》)
- Amaranth (2007) (《不凋花》)
- Bye Bye Beautiful (2007/2008) (《再见美丽》)
- Islander (2008) (《岛民》)
- The Crow, the Owl and the Dove (2012) (《乌鸦、猫头鹰与鸽子》)
- Elan (2015) (《激情》)
- Noise (2020) (《噪音》)

### DVD
- From Wishes to Eternity (2001) (《从愿望到永恒》)
- End of Innocence (2003) (《不再无辜》)
- End of an Era (2005) (《纪元的终结》)
- Showtime, Storytime (2013) (《表演时刻，故事时刻》)
- Decades: Live in Buenos Aires (2019) (《数十年：布宜诺斯艾利斯现场》)

### 電影
- 夢魘之旅（英语：Imaginaerum (film)）

## 巡演
- 荒野之夏 (Summer of Wilderness, 1999)

- 海洋之子欧洲巡演 (Oceanborn Europe Tour, 1999)

- 心愿大师世界巡演 (Wishmaster World Tour, 2000-2001)

- 世纪巡演 (World Tour of the Century, 2002-2003)

- 童话巡演 (Once Upon a Tour, 2004-2005)

- 暗黑激情世界巡演 (Dark Passion Play World Tour, 2007-2009)，含北京、上海及香港。

- 幻想世界巡演 (Imaginaerum World Tour, 2012-2013)

- 最美无尽形态世界巡演 (Endless Forms Most Beautiful World Tour, 2015-2016)，含北京、上海、台北和深圳。

- 年代：世界巡演 (Decades: World Tour, 2018)

- 人类：II：自然世界巡演 (Human. :II: Nature. World Tour, 2021-2023)